# Rikishi
Rikishi (力士?, rikishi), anche detto sumotori (相撲取り?, sumōtori) o più colloquialmente osumosan (お相撲さん?, osumōsan), è il termine più comune per indicare i lottatori di sumo.

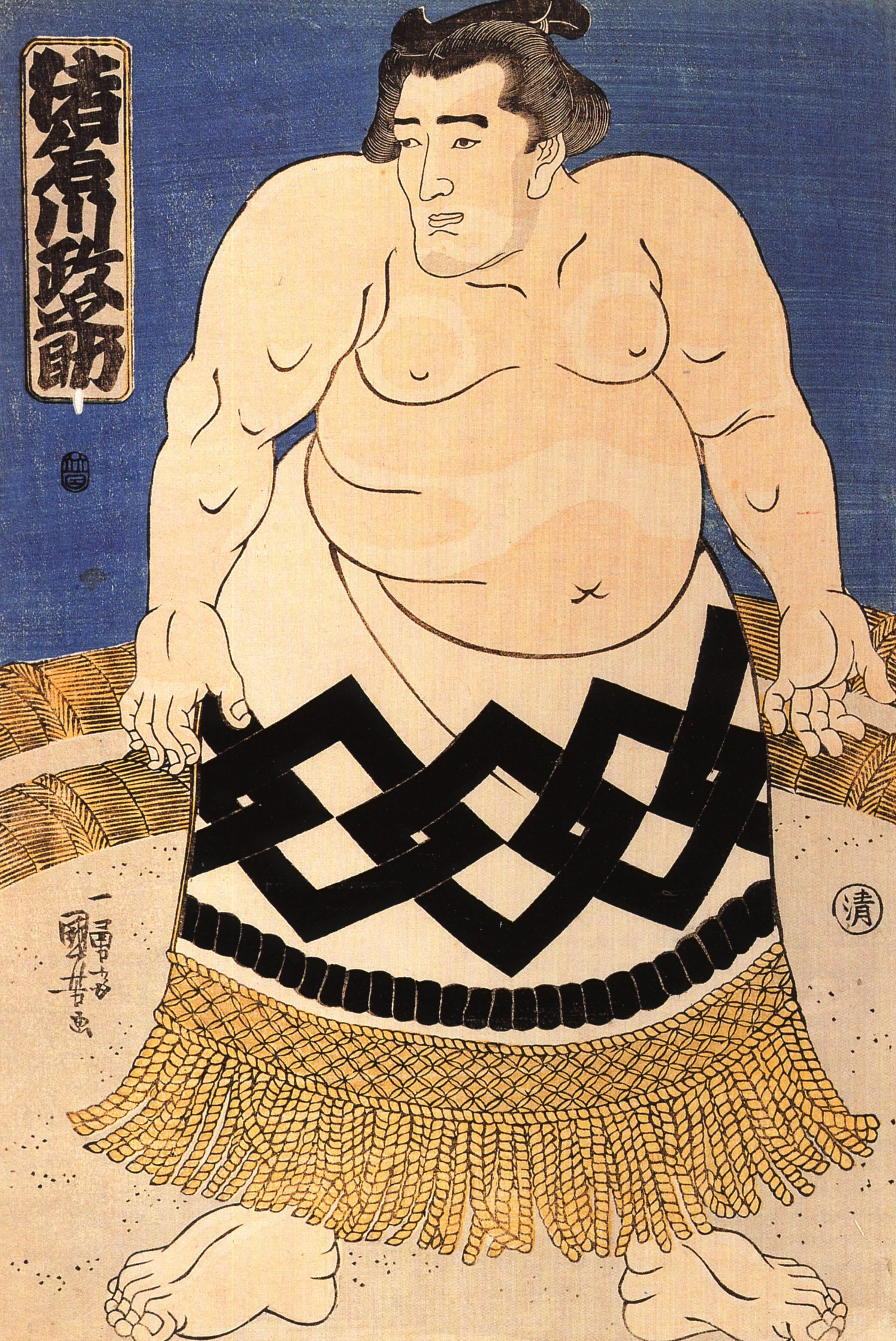
Rikishi raffigurato con la tecnica Ukiyo-e, 1844

Vivono e si allenano in palestre o "scuderie" dette heya, prendendo al posto del nome la shikona, il nome da combattente. Sono divisi in una classifica detta banzuke redatta in base alle vittorie nei tornei precedenti. I lottatori delle due divisioni superiori (Jūryō e Makuuchi) vengono anche chiamati sekitori (関取?, sekitori), termine che originariamente indicava solo il rango di ōzeki.

## Rikishi stranieri
- Takamiyama  (高見山?) è stato il primo lottatore straniero a raggiungere il rango di Jūryō prima e di sekiwake poi. È stato inoltre il primo rikishi non giapponese ad aver conquistato uno yūshō (a vincere un torneo) nel luglio del 1972.
- Konishiki  (小錦?) è stato invece il primo straniero a raggiungere il rango di ōzeki nel luglio del 1987.
- Akebono  (曙?) invece, fu il primo a diventare yokozuna nel marzo del 1993. Dopo di lui lo diventeranno anche Musashimaru, Asashōryū, Hakuhō e Harumafuji.

Diversamente dagli altri sport, nel sumo i lottatori stranieri sono obbligati a parlare giapponese sia nelle heya che durante le interviste dopo gli incontri.

## Galleria d'immagini

Galleria
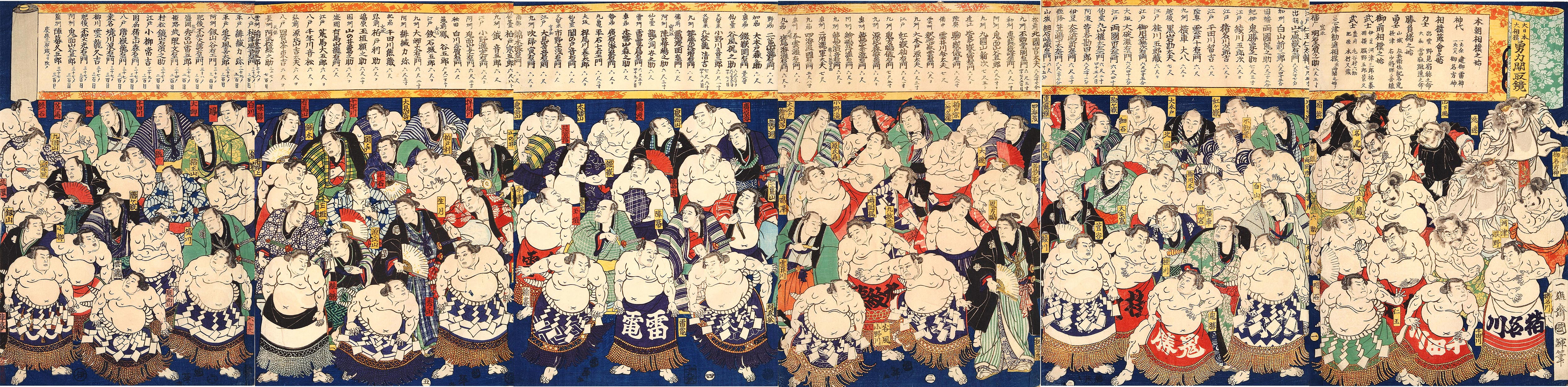
97 Rikishi del periodo Edo di Utagawa Kuniteru II